# Euphorbia dallachyana
Euphorbia dallachyana är en törelväxtart som beskrevs av Henri Ernest Baillon. Euphorbia dallachyana ingår i släktet törlar, och familjen törelväxter. Inga underarter finns listade i Catalogue of Life.